# 警务室

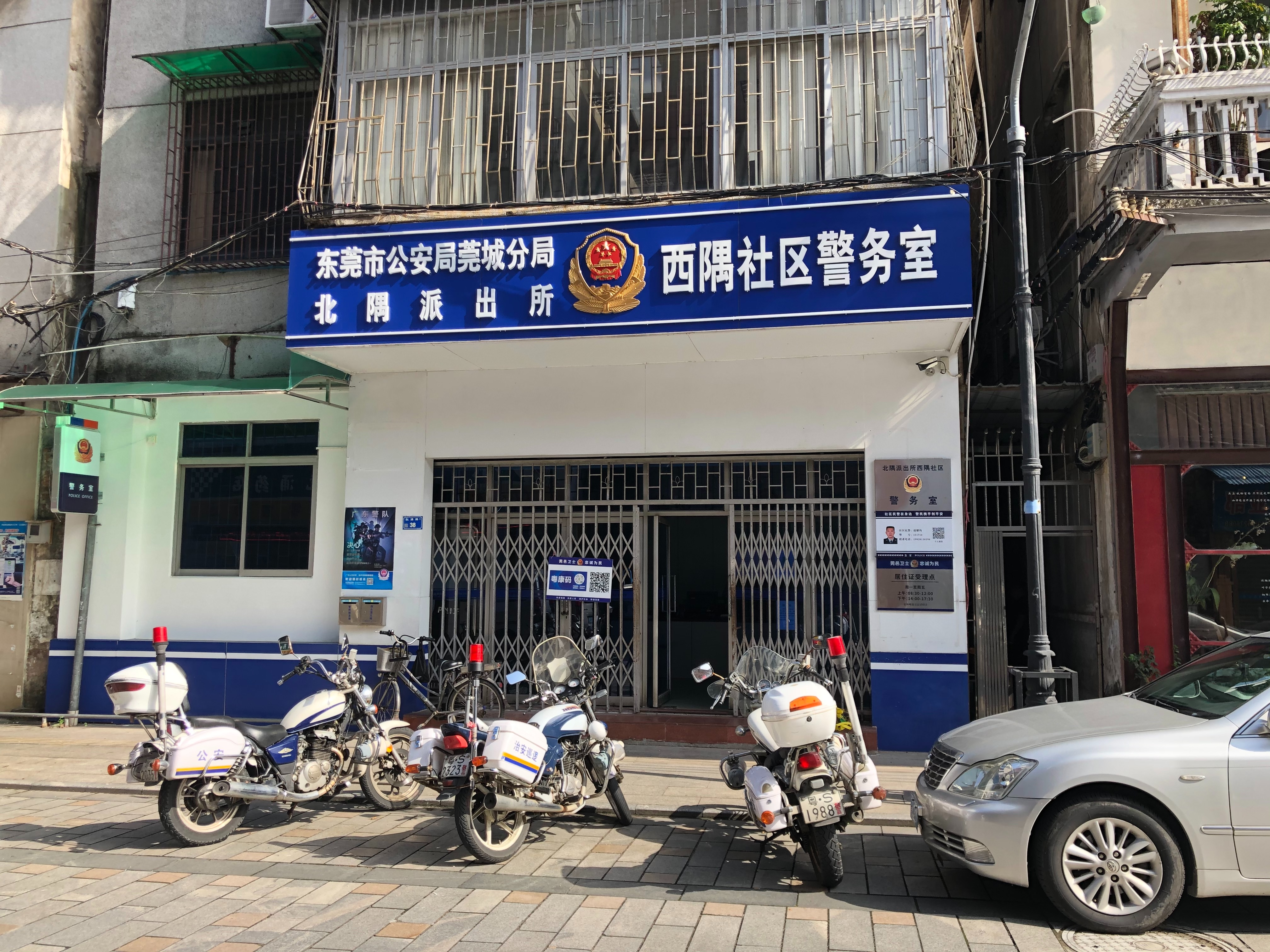
位于东莞市莞城街道西隅社区的警务室

警务室是中华人民共和国治安机构派出所的外派机构，为社区级的警务人员的办公场所。
相比于派出所，警务室是更深入一线、深入群众的机构。警务室的设立旨在下沉警力、着重管理更细分区域的警情。

## 改革与发展
根据实际情况，警务室会扩展其他职能，例如湖南省冷水江市公安局所辖的警务室可实现居住证办理、身份证办理、驾驶证补办、交通违法处理、港澳通行证签注等功能。也有一些地区会将多个临近社区的警务室合并为警务站，在进一步扩展原警务室职能，例如增设110接处警、公安政务服务、应急处突、治安管理、交通安全等作为警务站职责。
一些地区的警务室开展有“两队一室”模式，即设有社区防控大队、打击处理大队和内勤综合室，以实现派出所与交巡警的衔接，提升社区和街区的治安驾驭和管控能力。